# Brienne-la-Vieille
Brienne-la-Vieille è un comune francese di 464 abitanti situato nel dipartimento dell'Aube nella regione del Grand Est.

## Società

### Evoluzione demografica
Abitanti censiti